# Matte Smets
Matte Smets (Bilzen, 4 de enero de 2004) es un futbolista belga que juega en la demarcación de defensa para el KRC Genk de la Primera División de Bélgica.

## Selección nacional
Tras jugar en las categorías inferiores de la selección, finalmente hizo su debut con la selección de fútbol de Bélgica en un partido de la Liga de Naciones de la UEFA 2024-25 contra Israel que finalizó con un resultado de 1-0 para el combinado israelí tras un gol de Yarden Shua.

## Clubes
| Club              | País    | Año       | Partidos | Goles |
| ----------------- | ------- | --------- | -------- | ----- |
| Sint-Truidense VV | Bélgica | 2022-2024 | 58       | 0     |
| KRC Genk          | Bélgica | 2024-     | 43       | 0     |